# Academia Americana en Roma
La Academia Americana en Roma (en inglés: American Academy in Rome) es una institución de arte situada en el Janículo en Roma, Italia. Es miembro del Council of American Overseas Research Centers.

## Historia
En 1893, un grupo de arquitectos, pintores y escultores estadounidenses se reunían regularmente mientras planificaban la sección de bellas artes de la Exposición Mundial Colombina de Chicago de 1893. El grupo discutió la idea de formar una escuela para artistas en Europa, que sería un lugar para que los artistas americanos estudiaran y mejoraran sus habilidades. Dirigidos por Charles F. McKim del estudio de arquitectura McKim, Mead & White, decidieron que Roma, que consideraban un verdadero museo de obras maestras de pintura, escultura y arquitectura de todas las épocas, sería la mejor ubicación para la escuela. El programa empezó con la colaboración de instituciones como la Universidad de Columbia y la Universidad de Pensilvania, que proporcionaban becas a artistas para financiar su viaje a Roma. En octubre de 1894 abrió sus puertas temporalmente la Escuela Americana de Arquitectura (en inglés: American School of Architecture) en el Palazzo Torlonia; dirigida por Austin W. Lord, tenía tres fellows, un estudiante visitante y una biblioteca con un solo volumen. En julio de 1895, la institución se trasladó a la Villa Aurora, más grande. La escuela pudo mantenerse en funcionamiento gracias a los ingresos que obtenía alquilando parte de su sede a la Escuela Americana de Estudios Clásicos (en inglés: American School of Classical Studies) y a la biblioteca de la Sociedad Arqueológica Británica y Americana, junto con las contribuciones financieras de McKim.
En 1895, se fundó la Escuela Americana de Arquitectura en Roma en el estado de Nueva York y se emitieron diez acciones de capital social. A pesar de los esfuerzos de recaudación de fondos y la salida de la Escuela Americana de Estudios Clásicos de la Villa Aurora, la organización tenía dificultades financieras, hasta el punto que McKim tuvo que compensar las pérdidas con sus fondos personales. Estas dificultades hicieron que la Escuela Americana de Arquitectura se reestructurara y basara su programa en el de la Academia Francesa. En junio de 1897, la institución se disolvió y formó la Academia Americana en Roma. Entre sus fundadores estaba Charles Moore.
La academia propuso al Congreso de los Estados Unidos que la declarara una «institución nacional», y consiguió su objetivo. En 1904, la academia se trasladó a la Villa Mirafiore, que pronto fue comprada y renovada. Formó una dotación, que recaudó más de un millón de dólares, designando como fundadores a aquellos que donaron más de $100 000. Entre estos fundadores estaban McKim, el Harvard College, The Carnegie Foundation, J.P. Morgan, J. P. Morgan, Jr., John D. Rockefeller Jr., la Fundación Rockefeller, William K. Vanderbilt y Henry Walters. Desde entonces, la Academia Americana siempre ha estado financiada mayoritariamente de manera privada. Actualmente, la financiación procede tanto de donaciones privadas como de subvenciones del National Endowment for the Arts y del National Endowment for the Humanities.
En 1912, la Escuela Americana de Estudios Clásicos en Roma se fusionó con la Academia Americana, lo que hizo que la academia tuviera dos alas: una que se centraba en las bellas artes y otra en estudios clásicos. Las mujeres podían formar parte de la Escuela de Estudios Clásicos, pero no se permitió su participación en la Escuela de Bellas Artes hasta después de la Segunda Guerra Mundial. Desde 1914, Joseph Brodsky, Aaron Copland, Nadine Gordimer, Mary McCarthy, Philip Guston, Frank Stella, William Styron, Michael Graves, Robert Venturi, Robert Penn Warren, Oscar Hijuelos y Elizabeth Murray, entre otros, han visitado la academia en busca de inspiración. El Centennial Directory of the American Academy in Rome documentó las vidas y carreras de casi 1400 fellows y residentes de la academia desde su fundación en 1894 hasta su centenario en 1994.
Desde 1970 hasta 1973, el historiador del arte Bartlett H. Hayes Jr. fue el director de la academia. El clasicista John H. D'Arms fue tanto el director residente de la Academia Americana como profesor en su Escuela de Estudios Clásicos desde 1977 hasta 1980. Entre 1980 y 1984, la directora Sophie Consagra reforzó las relaciones de la academia con la comunidad romana y el gobierno italiano. En su mandato como presidente, desde 1988 hasta 2013, Adele Chatfield-Taylor, ayudó a restaurar el edificio de McKim, Mead & White de la academia con un coste de $8,2 millones y supervisó una campaña de capital en la cual la dotación de la institución se elevó a $100 millones. También se trajo a Alice Waters para crear el Rome Sustainable Food Project, que lleva a Roma cocineros de los Estados Unidos para explorar las tradiciones sostenibles de la comida italiana y para cocinar para los huéspedes de la academia. En enero de 2014, Mark Robbins se convirtió en el presidente y director ejecutivo de la academia en enero de 2014.

## Programas
La academia sirve como residencia para los profesores y artistas visitantes estadounidenses que han ganado el Premio de Roma. Concedido cada año a hasta treinta (quince artistas y quince profesores) entre más de mil solicitantes, el Premio de Roma se otorga por trabajos en los siguientes campos: estudios clásicos, estudios antiguos, estudios medievales, estudios italianos modernos, arquitectura, diseño, conservación del patrimonio, arquitectura del paisaje, composición musical, artes visuales y literatura. El Premio de Roma incluye una beca en la academia de entre seis meses y dos años; un sueldo ($16 000 por becas de seis meses y $28 000 por un año); y residencia y lugar de trabajo en el campus de 4,5 hectáreas de la institución.
Además de los becarios del Premio de Roma, varios profesores y artistas visitantes viven y/o trabajan en la academia durante diferentes períodos.

## Sede
La sede de la academia se compone de varios edificios. El edificio principal fue diseñado por el estudio de McKim, Mead, and White y abrió sus puertas en 1914. Bajo el suelo del sótano del edificio principal hay un segmento del Aqua Traiana, que fue descubierto en 1912-1913. En el patio hay una fuente diseñada por el escultor Paul Manship. El arquitecto Michael Graves diseñó la biblioteca de libros raros en 1996.
La academia también es propietaria de la Villa Aurelia, una casa de campo construida para el cardenal Girolamo Farnese en 1650. El edificio sirvió como cuartel general de Giuseppe Garibaldi durante el sitio francés de Roma en 1849. La villa resultó gravemente dañada durante el ataque, pero fue restaurada posteriormente. Fue comprada por la heredera de Filadelfia Clara Jessup Heyland. Heyland murió en 1909, legando la villa a la academia en su testamento.